# Manzanillo (gemeente in Mexico)
Manzanillo is een gemeente in de Mexicaanse deelstaat Colima. De hoofdplaats van Manzanillo is Manzanillo. Manzanillo heeft een oppervlakte van 1.578 km² en 137.842 inwoners (census 2005).
Naast de hoofdplaats vallen onder andere Salagua en Santiago onder de gemeente Manzanillo, evenals de afgelegen Revillagigedo-eilanden.
Armería · Colima · Comala · Coquimatlán · Cuauhtémoc · Ixtlahuacán · Manzanillo · Minatitlán · Tecomán · Villa de Álvarez
- National Archives and Records Administration: 10037333